# Moldvahosszúmező
Moldvahosszúmező (románul: Câmpulung Moldovenesc, régebbi helyesírás szerint Cîmpulung Moldovenesc, 1950 előtt Câmpulung; ukránul: Довгопілля; magyarul olykor csak Hosszúmező) municípium Romániában, Bukovinában, Suceava megyében, a Moldova folyó partján. Mintegy 20 000 fős (csaknem színromán) lakosságával Szucsáva, a megyeszékhely után a megye második legjelentősebb városa. Gazdaságának alapja a tej- és faipar, ezeket egészíti ki az ökoturizmus.

## Története
A település már a moldvai állam kialakulása előtt lakott hely volt. Dragoș vajda, aki a máramarosi vajda volt és a Bélteki Drágffy családból származott, majd később Moldva első fejedelme, a moldvai fejedelemség megteremtője lett, útban Máramarosból Moldvabányára itt is időzött.
A város első említése azonban csak a 15. század elejéről, egy 1411-ből származó oklevélen, Alexandru cel Bun idejéből maradt fenn, amikor a fejedelem a moldovițai kolostornak szánt adományait sorolta fel.
A településnek a középkorban árumegállító joga volt, és egészen a 18. század végéig járási székhely is volt, ez idő alatt kereskedelmi és állattenyésztő központtá fejlődött. Jelentős helyi jellegű kisipara (malom, olajütő, fűrésztelep) is volt, később pedig sör- és sajtgyár is épült a területén.
1775-ig a Moldvai Fejedelemség része, utána az Osztrák Császársághoz került, Bukovina része lett. Az első világháború után Romániának ítélték.
A város híres zsinagógáiról, melyek egy aktív haszid zsidó közösség életteréül szolgáltak. A második világháború alatt híres főrabbiját, Moses Josef Rubint meghurcolták, zsinagógáit a nácik kifosztották. A világháború végére az üldözések és a kivándorlás hatására zsidó közössége szinte teljesen eltűnt.
A városnak mára jelentős üzemei (tejporgyára, építőanyag- és csempeárugyára, fafeldolgozóüzem) vannak.

## Nevezetességek
- A Grămada-ház (Casa Grămadă) - 1817-ben épült fából. Faragott és festett virágmotívumok, geometrikus minták díszítik.
- A Prundenau-ház (Casa Prundeanu) - A 19. században épült. Fagerendákból összerótt pásztorszállás, a település régi házainak típusa, melyek két-háromszáz évvel ezelőtt alakultak ki a pásztorkodó területeken. Téglalap alakú épület, mely egy nagyon keskeny előtérből és két helyiségből áll.
- Történeti és néprajzi múzeum (Muzeul de istorie și etnografie)
  - A természettudományi részlegen a Măgura Lupului kőzeteiből származó szürke és téglavörös ammoniták láthatók. A negyedkorból származó állati és növényi kövületek közül pedig a Cârlibaba mellett talált jávorszarvasagancs, valamint a Moldva folyóból előkerült mamutagyar is látható.
  - A néprajzi részleg kiállítása sokrétű. Bemutatja többek közt a halászat, vadászat, földművelés, gyümölcsszedés különféle eszközeit (vesszőből font kosarakat, berakásos mintákkal díszített puskaportartó szarukat, fából faragott kulcsokat és sok más tárgyat). Érdekesség még a szőlőműveléshez használt, több mint négyszáz éves szekér és két körülbelül 200 éves faeke. De megkapó szépségűek a pásztorok által készített használati tárgyak és a népviseleteket bemutató tárlók bőr-, szőrmekabátkái, övei, tárcái és táskái is.

## Népi építészet, népviselet
Moldvahosszúmező utcáiban máig sok szép emléke maradt fenn a népi építészetnek. A népviselet máig él a környéken, azonban azt csak ünnepnapokon hordják, ilyen alkalmakkor gyakran feltűnnek az utcákon a hímzett bőrből, szőrmedíszítéssel készült bundácskák és mellények. Az asszonyok ingblúzának a hímzésén a stilizált madár- és egyéb állatdíszes motívumokat mértani minták: rombuszok, négyzetek, háromszögek egészítik ki.

## Ismert emberek
- Itt született 1894-ben Málnásy Tivadar újságíró, műfordító, regényíró.